# فرانسوا زوکو
فرانسوا زوکو (انگلیسی: François Zoko؛ زادهٔ ۱۳ سپتامبر ۱۹۸۳) بازیکن فوتبال اهل ساحل عاج است.
از باشگاه‌هایی که در آن بازی کرده‌است می‌توان به باشگاه فوتبال نانسی، باشگاه فوتبال یئوویل تاون، باشگاه فوتبال اوستنده، باشگاه فوتبال برادفورد سیتی، باشگاه فوتبال نوتس کانتی، باشگاه فوتبال بلکپول، باشگاه فوتبال استیونج، و باشگاه فوتبال کارلایل یونایتد اشاره کرد.